# Ghorides
c. 879 – 1215
Entités précédentes :
- Empire ghaznévide
- Empire seldjoukide

Entités suivantes :
- Khwarezmchahs
- Sultanat de Delhi

La dynastie des Ghorides (Ghurides ou Ghourides) (غوریان) est une dynastie afghane  issue de la province de Ghôr en Afghanistan). Ils établirent un empire éphémère entre la Perse et le nord de l'Inde aux XIIe et XIIIe siècles.

## Un empire éphémère

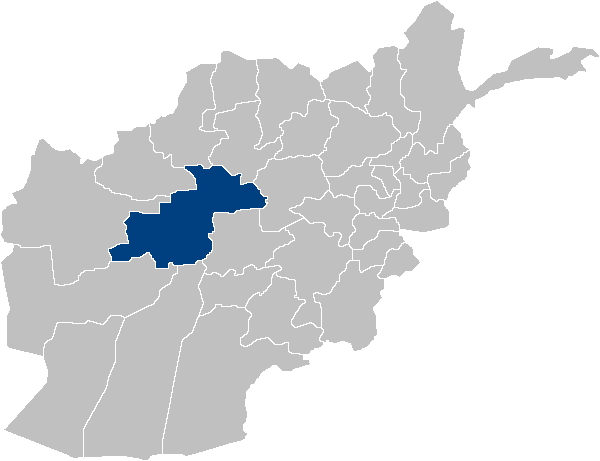
Situation de l'actuelle province de Ghôr en Afghanistan.

Islamisée sans doute dans le courant du  Xe siècle, cette région fut soumise à partir de 1010 aux Ghaznévides. En 1099, les Ghorides devinrent les représentants des Ghaznévides à Ghazni. Sous le règne d’Ala ad-Dîn Husayn (1150–1175), Ghazni fut conquise et détruite par les Ghorides chassés du Khorassan. À partir de 1178, les Ghorides entreprirent la conquête de la vallée de l’Indus et renversèrent en 1186 les derniers Ghaznévides du Pendjab.
Sous les Ghorides,  un double pouvoir coexistait :  Ghiyath al-Din Muhammad (en) (1163 – 1203) occupait le Khorassan. L'une de ses capitales  était située à proximité de Djâm (province de Ghôr). Le minaret de Djâm, inscrit sur la liste du patrimoine mondial de l'UNESCO , haut de 65 mètres, est un des rares vestiges artistiques de la période ghoride.
Son frère Mu`izz ad-Dîn Muhammad (1173 – 1206) régnait sur l'actuel Afghanistan oriental jusqu'en Inde, depuis Ghazni jusqu'à Lahore.
Pendant que Ghiyath al-Din Muhammad (en) conquérait le Khorassan et remportait des succès contre les Khwarezmchahs, Mu`izz ad-Dîn avait entrepris la conquête du nord de l’Inde après sa victoire à la bataille de Thaneswar sur les princes indiens dirigés par Prithivîrâja Châhumâna III (1192). À partir de 1202, les Ghorides poussèrent leur conquête jusqu’au Bengale et au Gujarat.
En 1203, Mu`izz ad-Dîn devint  le seul souverain ghoride, mais l’empire se désagrégea vite après son assassinat survenu vers 1206. Les régions d’Iran tombèrent alors 1215 sous le pouvoir des Khwarezmchahs et, en Inde, les généraux esclaves (« mamelouks ») dirigés par Qûtb ud-Dîn Aibak se rendirent indépendants et fondèrent le sultanat de Delhi.

## Liste de souverains

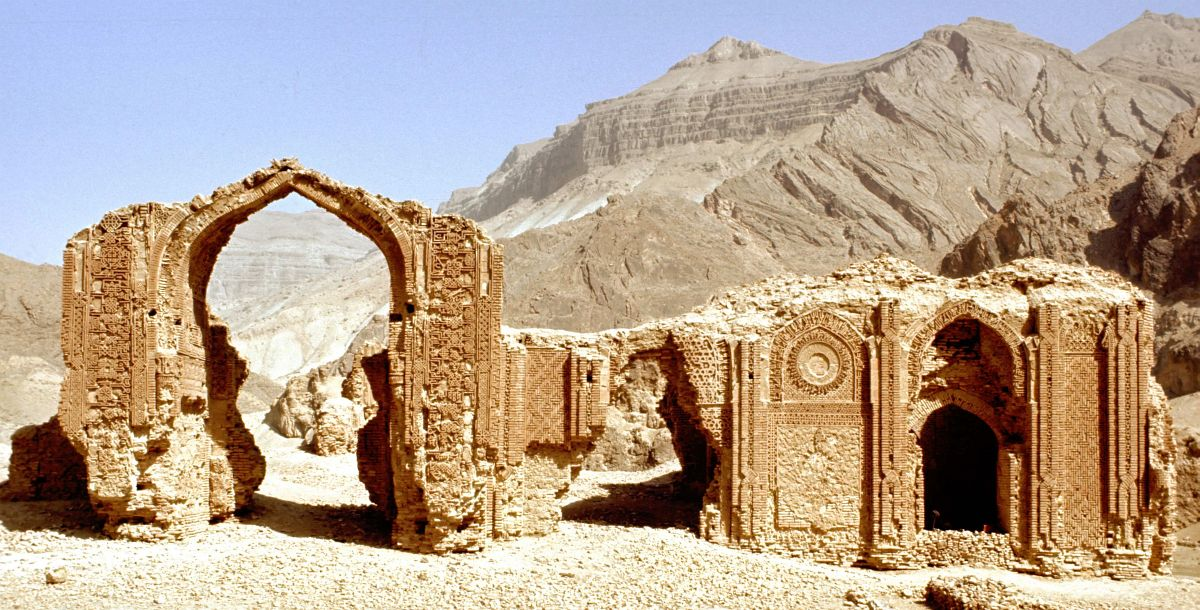
Ruines du Châh-é Machhad.

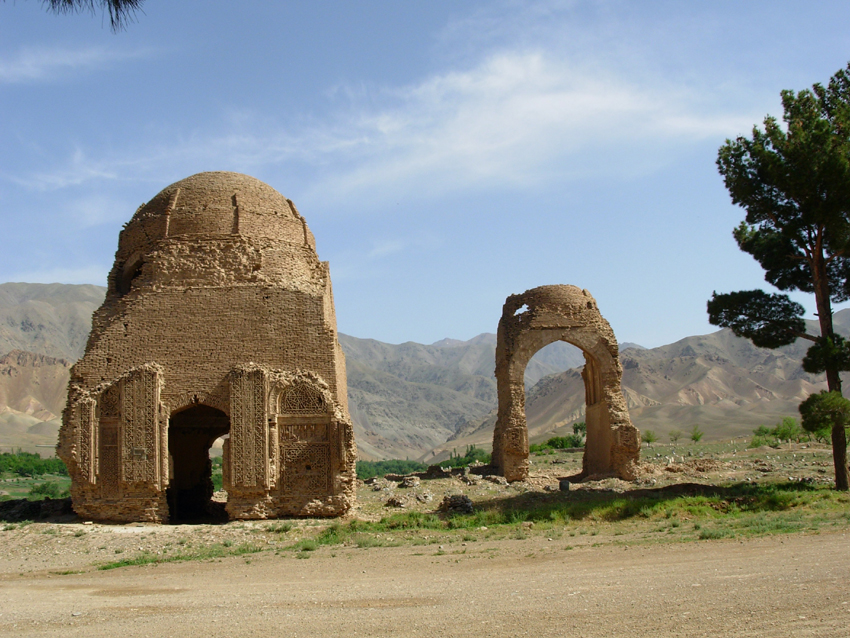
Mausolée à Chishti Sharif

Selon Clifford Edmund Bosworth, la succession des souverains ghorides serait la suivante :
Lignée principale de Ghôr puis de Ghazni
- Muhammad ben Sûrî (?- ?)
- Abu `Alî (1011-?)
- Shîth (?- ?)
- Abbâs (?- ?)
- Muhammad (?- ?)
- Qutb ad-Dîn Hasan (?- ?)
- `Izz ad-Dîn Husayn (1100-1146)
- Sayf ad-Dîn Sûrî (1146-1149)
- Baha ad-Dîn Sâm Ier (1149-1149)
- `Ala' ad-Dîn Husayn (1149-1161)
- Sayf ad-Dîn Muhammad (1161-1163)
- Ghiyath al-Din Muhammad (en) (1163-1203)
- Shihâb ad-Dîn ou Mu`izz ad-Dîn Muhammad (1203-1206), règne à Ghazni à partir de 1173
- Ghiyâth ad-Dîn Mahmâd (1206-1212)
- Bahâ’ ad-Dîn Sâm II (1212-1213)
- `Alâ’ ad-Dîn Atsiz (1213-1214)
- Ala al-Din (en) ou Diyâ’ ad-Dîn Muhammad (1214-1215)

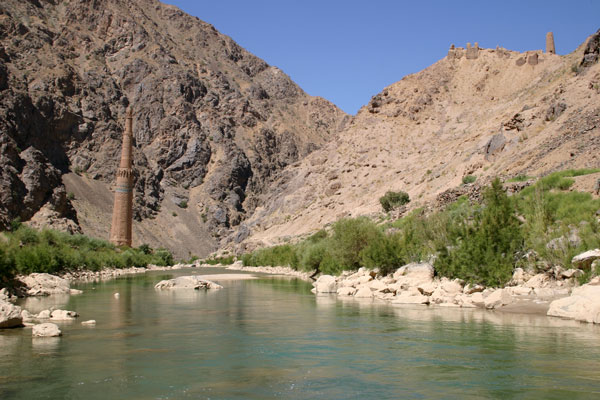
Le minaret de Djâm, aussi appelé la « tour de la Victoire », est le seul édifice humain sur la crête montagneuse dominant la vallée du Hari Rûd. Au moment de sa construction, il était le plus grand minaret du monde.

Conquête des Khwârazm-Shahs
Lignée de Bâmiyân et du Tokharestan
- Fakhr ad-Dîn Mas`ûd (1145-1163)
- Shams ad-Dîn Muhammad (1163-1192)
- Bahâ’ ad-Dîn Sâm (1192-1206)
- Jalâl ad-Dîn `Alî (1206-1215)

Conquête des Khwarezmchahs